# 黎家镇
黎家镇，原为黎家乡（黎家公社），是中華人民共和國四川省鄰水縣下辖的一个乡镇级行政单位。

## 沿革[2]
- 1981年12月，為在一個地區內公社不重名，達縣地區行署改人和人民公社管理委員會為黎家人民公社管理委員會。1984年1月。根據中共中央體制改革要求，縣委又決定撤銷黎家人民公社管委會，建立黎家鄉人民政府。
- 2019年12月，撤乡设镇。[3]

## 行政区划
黎家镇下辖以下地区：
藥王頂村、搭界寺村、光滑頂村、蔣家槽村、高峰場村、金竹坪村、胡梨寨村、榨房溝村、漁場村、斗蓬石村、崔家岩村。